# Paul Dienstbach
Paul Dienstbach (Gießen, 10 de octubre de 1980) es un deportista alemán que compitió en remo. Ganó tres medallas en el Campeonato Mundial de Remo entre los años 2001 y 2003.

## Palmarés internacional
| Campeonato Mundial | Campeonato Mundial | Campeonato Mundial | Campeonato Mundial |
| Año                | Lugar              | Medalla            | Prueba             |
| ------------------ | ------------------ | ------------------ | ------------------ |
| 2001               | Lucerna (Suiza)    | Medalla de plata   | Cuatro sin timonel |
| 2002               | Sevilla (España)   | Medalla de oro     | Cuatro sin timonel |
| 2003               | Milán (Italia)     | Medalla de bronce  | Cuatro sin timonel |